# Kippenhokmoorden van Wineville

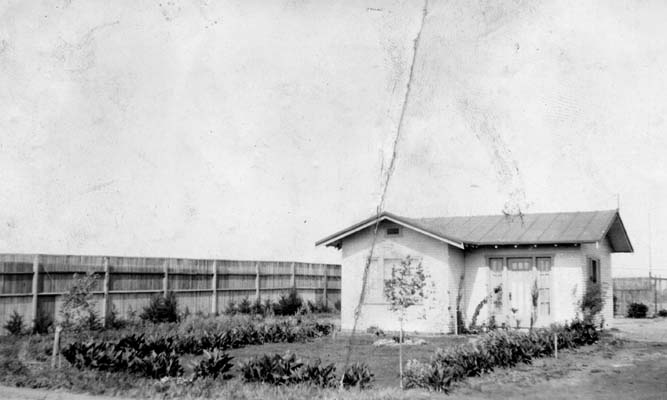
De boerderij van Gordon Northcott

De kippenhokmoorden van Wineville (Engels: Wineville Chicken Coop Murders) waren een reeks ontvoeringen en moorden op jonge jongens in Los Angeles en Riverside County, Californië, in 1928. De zaak kreeg ook internationaal veel aandacht. De film Changeling (2008) is gedeeltelijk gebaseerd op de gebeurtenissen in verband met deze zaak.

## Moorden
In 1926 nam de 19-jarige Gordon Stewart Northcott zijn 13 jaar oude neefje Sanford Clark, met toestemming van Sanfords vader en moeder (de zus van Gordon), mee vanuit zijn huis in Saskatoon, Saskatchewan, Canada naar zijn boerderij in Wineville, Californië. Eenmaal in Californië begon hij zijn neef te mishandelen en seksueel te misbruiken. Sanfords zus, Jessie Clark, bezocht Sanford in Wineville, bezorgd om zijn welzijn. Eenmaal in Wineville vertelde Sanford haar dat hij vreesde voor zijn leven. In diezelfde nacht, terwijl hun oom Gordon Northcott sliep, vertelde Sanford Jessie alles over de verschrikkingen en de moorden die plaats hadden gevonden in Wineville. Jessie keerde diezelfde week nog terug naar Canada.
Terug in Canada vertelde ze de Amerikaanse consul over de verschrikkingen in Wineville. De consul schreef toen een brief aan de politie van Los Angeles, waarin hij de klacht van Jessie Clark in detail uitlegde. Omdat er in eerste instantie enige bezorgdheid was over een immigratiekwestie, nam het Los Angeles Police Department contact op met de Immigratiedienst om de mate van de klacht van Jessie te bepalen. Op 31 augustus 1928 brachten inspecteurs Judson F. Shaw en Scallorn van de Dienst Vreemdelingenzaken van de Verenigde Staten een bezoek aan de Northcott Ranch in Wineville. De inspecteurs vonden de 15-jarige Sanford Clark op de ranch en namen hem in hechtenis. Gordon Northcott was in de begroeiing gevlucht toen hij de agenten de lange oprit van zijn boerderij had zien oprijden. Gordon had Sanford opgedragen de agenten tegen te houden, anders zou hij met een geweer op Sanford schieten vanaf de bosrand. In de twee uur dat Sanford zijn mond hield over Gordon, had Gordon verder kunnen rennen. Toen Sanford het gevoel had dat de agenten hem konden beschermen, vertelde hij hen dat Gordon de bossen in was gevlucht.
Northcott en zijn moeder, Sarah Louise, vluchtten naar Canada maar werden op 19 september 1928 gearresteerd nabij Vernon, British Columbia. Sanford Clark getuigde op de veroordeling van Sarah Louise Northcott (zijn grootmoeder) dat zij en hijzelf Gordon Northcott (zijn oom) hadden geholpen met het ontvoeren, misbruiken, mishandelen en om het leven brengen van de drie jongens. Naast de drie vermoorde jongens, verklaarde Sanford dat Northcott ook een Mexicaans slachtoffer had gemaakt, zonder medeplichtigheid van hem en Sarah. Gordon Northcott had Sanford gedwongen om te helpen om het hoofd van de Mexicaanse jongen te verbranden in een vuurkorf en de schedel vervolgens in stukken te slaan met een paalhamer. Gordon verklaarde dat hij het onthoofde lichaam had achtergelaten aan de kant van een weg in de buurt van La Puente, Californië, omdat hij geen andere plek wist om het te laten.
Sanford zei dat er ongebluste kalk werd gebruikt voor de verwijdering van de resten, en dat de lichamen (van Lewis en Nelson Winslow, evenals die van Walter Collins) werden begraven op het erf van de boerderij in Wineville. De autoriteiten vonden ondiepe graven precies waar Sanford had verklaard dat ze gevonden konden worden. Na de ontdekking van de graven werd ontdekt dat er geen complete lichamen in de graven waren te vinden, maar slechts gedeeltelijke lichaamsdelen waren overgebleven. Tijdens de getuigenis van zowel Jessie Clark en Sanford Clark werd ontdekt dat de lichamen waren opgegraven door Gordon en zijn moeder op de avond van 4 augustus 1928 (een paar weken voor Sanford in beschermende bewaring werd genomen door de autoriteiten) en dat ze de lichamen naar de woestijn hadden gebracht waar ze naar waarschijnlijkheid verbrand waren. De volledige lichamen werden nooit teruggevonden. Er waren slechts delen van haar, bloed en botten achtergebleven in de graven in Wineville. Het was de vondst van deze lichaamsdelen, in combinatie met de getuigenis van Sanford Clark, die ervoor zorgden dat de staat Californië de doodstraf tegen Gordon Northcott wist te verkrijgen en diens moeder Sarah Louise Northcott kon veroordelen tot 12 jaar gevangenisstraf. Deze bewijzen waren tevens de onderdelen op basis waarvan de staat Californië kon concluderen dat Walter Collins, de gebroeders Winslow en de ongeïdentificeerde Mexicaanse jongen waren vermoord.

### Nasleep
De politie vond geen complete lichamen, maar ontdekte wel persoonlijke bezittingen van de drie als vermist opgegeven kinderen, waaronder een bebloede bijl en lichaamsdelen, met inbegrip van botten, haar en vingers, van de drie slachtoffers begraven in kalk in de buurt van het kippenhok dat zich op de boerderij in Wineville bevond. Vandaar de naam Wineville Chicken Coop Murders (Kippenhokmoorden van Wineville). Wineville veranderde zijn naam in Mira Loma op 1 november 1930, grotendeels als gevolg van de negatieve publiciteit rond de moorden. De nieuwe stad Eastvale, Californië nam in 2010 delen van het gebied van Mira Loma over en de nieuwe stad Jurupa Valley nam in 2011 de overige delen over. Wineville Avenue, Wineville Road, Wineville Park en andere geografische referenties vormen een symbolische herinnering aan de voormalige gemeenschap. Sanford Clark keerde terug naar Saskatoon, Saskatchewan. Hij overleed op 20 juni 1991 en werd begraven op 26 augustus 1993 op begraafplaats Woodlawn van Saskatoon.

## Gerechtelijke procedures
De Canadese politie arresteerde Gordon Stewart Northcott en zijn moeder op 19 september 1928. Als gevolg van fouten in de uitleveringspapieren, werden zij tot 30 november 1928 niet terug naar Los Angeles gestuurd. Tijdens de periode dat Sarah en Gordon Northcott in Canada in afwachting van uitlevering naar Californië verbleven, bekende Sarah Louise de moorden, met inbegrip van die van de negenjarige Walter Collins. Alvorens te worden uitgeleverd aan Californië, trok Sarah Northcott haar verklaring terug, net als Gordon Northcott, die eerder nog had bekend dat hij meer dan vijf jongens om het leven had gebracht.
Zodra Sarah Louise Northcott en haar zoon werden uitgeleverd door Canada aan Californië, pleitte Sarah Louise Northcott nogmaals schuldig te zijn aan het doden van Walter Collins. Er was geen proces. Naar aanleiding van haar pleidooi werd ze op 31 december 1928 tot een levenslange gevangenisstraf veroordeeld. Sarah Louise Northcott zat haar straf uit in de staatsgevangenis van Tehachapi, en kwam voorwaardelijk vrij na 12 jaar. Tijdens haar veroordeling, beweerde Sarah Louise dat haar zoon onschuldig was en maakte een groot aantal bizarre claims over zijn ouders, waaronder dat hij de onwettige zoon van een Engelse edelman was, dat ze Gordons grootmoeder was en dat hij het resultaat was van incest tussen haar echtgenoot, George Cyrus Northcott, en hun dochter. Ze heeft ook gesteld dat Gordon als kind seksueel werd misbruikt door de hele familie. Sarah Louise Northcott overleed in 1944.
Gordon Northcott was betrokken bij en nam deel aan de moord op Walter Collins, maar omdat zijn moeder al had bekend en was veroordeeld voor de moord op Walter, besloot de staat geen aanklacht te doen tegen Gordon met betrekking tot de moord op Walter Collins. Er werd gespeculeerd dat Gordon maar liefst 20 slachtoffers had gemaakt, maar de staat Californië kon geen bewijs leveren om die speculatie te ondersteunen, en was uiteindelijk alleen in staat om Gordon aan te klagen voor de moord op een ongeïdentificeerde Mexicaanse jongen, bekend als de "Hoofdeloze Mexicaan" en de broers Lewis en Nelson Winslow. De broers waren als vermist opgegeven vanuit Pomona op 16 mei 1928. In het begin van 1929 werd Gordon Northcotts proces gehouden onder leiding van rechter George R. Freeman in Riverside County, Californië. De jury hoorde dat hij de gebroeders Winslow en de "Hoofdeloze Mexicaan" had ontvoerd, mishandeld, gemarteld en vermoord in 1928. Op 8 februari 1929 eindigde de 27-dagen durende rechtszaak met de veroordeling van Gordon voor de moord op vier minderjarige jongens. Op 13 februari 1929 veroordeelde de rechter Gordon Northcott tot de dood en hij werd opgehangen op 2 oktober 1930 in San Quentin State Prison.

## Betrokken partijen

### Gordon Northcott
- Gordon Stewart Northcott (Saskatchewan, Canada, 1906 – San Quentin, 2 oktober 1930)

Gordon Stewart Northcott werd geboren in het Canadese Saskatchewan, en groeide op in de provincie Brits-Columbia. In 1924 verhuisde hij met zijn ouders naar Los Angeles. Northcott vroeg zijn vader om een stuk grond in Wineville in Californië, waar Gordon een kippenboerderij begon en met de hulp van zijn vader (die in de bouwsector werkte) en zijn neef Sanford een huis bouwde. Het was dit voorwendsel (het bouwen van een boerderij in Wineville) dat Northcott gebruikte om Sanford vanuit Canada naar Zuid-Californië te brengen. Northcott had een onbekend aantal jongens ontvoerd en misbruikt op deze boerderij. Opmerkelijk was dat Gordon de jongens na het misbruik naar huis bracht.
Het gerucht ging dat Northcott zijn slachtoffers had verhuurd aan rijke Zuid-Californische pedofielen, maar ieder bewijs ontbrak. De Mexicaanse jongen was Northcotts eerste dodelijke slachtoffer.
Northcotts tweede slachtoffer was Walter Collins. Een paar dagen na de ontvoering van Walter Collins, kreeg Northcott een telefoontje van zijn moeder, Sarah Louise Northcott, die hem mededeelde dat ze op weg was naar de boerderij in Wineville, om er een paar dagen te verblijven. De rit van haar huis in Los Angeles naar Wineville duurde slechts een uur. Op dat moment had Northcott Walter al een paar dagen op de boerderij gehouden en misbruikt. Tijdens het bezoek van Sarah werd Walter verborgen gehouden in de kippenhokken.
Als gevolg van eerdere incidenten, wist Sarah al dat haar zoon geregeld jonge jongens misbruikte. Ze werd achterdochtig. Doordat Gordon haar verbood om in de buurt van de kippenhokken te komen, kreeg ze achterdocht. Op een bepaald moment tijdens haar bezoek aan de ranch, ontdekte Sarah Walter in het kippenhok. Volgens de getuigenis van Sanford Clark vertelde Gordon dat Walter hem kon identificeren. Gordon had ooit gewerkt bij een supermarkt waar Walter ooit had gewinkeld met zijn moeder, Christine Collins. Ze vroeg: " Hoe had Gordon zo dom kunnen zijn om een jongen te ontvoeren en te misbruiken die hem kon identificeren."
Er werd aangenomen dat Gordon Walter had benaderd en hem had gevraagd of hij op zijn boerderij pony wilde komen rijden.
Aangezien Walter Northcott kon identificeren, vertelde Sarah haar zoon dat Walter te veel wist en nodig permanent tot zwijgen zou moeten worden gebracht. Sanford Clark getuigde dat Sarah had gezegd dat ze alle drie deel moesten nemen aan de moord op Collins. Op die manier zou geen van hen, Sanford, Gordon, of Sarah, naar de politie gaan en aangifte doen. Gordon Northcott stelde voor om Collins met behulp van een pistool om te brengen, maar Sarah was bang dat het geluid de buren zou kunnen waarschuwen. De stompe kant van een bijl werd gekozen als het moordwapen en werd gebruikt om Walter dood te slaan terwijl hij lag te slapen op een bed in het kippenhok. Gordon, Sarah Northcott en Sanford Clark (tegen zijn eigen wil) bezondigden zich allen aan de fatale klappen. Dit zou later tevens gedaan worden bij de gebroeders Winslow.

### Sanford Clark

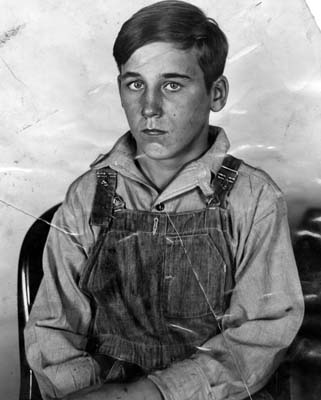
Sanford Clark

- Sanford Wesley Clark (Saskatoon, 1 maart 1913 – 20 juni 1991)

De oudere zus van Sanford, Jessie, raakte achterdochtig van de brieven die Sanford werd gedwongen om naar huis te sturen, waarin stond dat het goed met hem ging. Ze ging naar boerderij in Wineville, en bleef daar een paar dagen. Ze raakte echter verschrikt van het doen en laten van Northcott en keerde terug naar Canada, waar ze de Amerikaanse Consul (in Canada) vertelde over de misdaden die hadden plaatsgevonden in Wineville.
Sanford Clark werd nooit berecht voor moord, omdat de hulpofficier van justitie, Marry C. Kelley, heel sterk geloofde dat Sanford onschuldig, seksueel misbruikt, en door Gordon tot de misdaden gedwongen was. De heer Kelley vertelde Sanford dat hij "een geheel eigen nederzetting had op basis van de juridische situatie van Sanford, door Sanford aan te melden bij het nabijgelegen "Whittier Boys School", waar een experimenteel programma voor delinquente jongeren aan de gang was. De heer verzekerde Sanford dat Whittier Boys School uniek was door het barmhartige karakter en doordat het duidelijk in het teken stond van echte rehabilitatie." Sanford werd veroordeeld tot vijf jaar aan de Whittier Boys School (later omgedoopt tot de Fred C. Nelles Jeugd Correctional Facility). Zijn straf werd later omgezet tot 23 maanden, omdat de beheerders van de Whittier School for Boys van mening was dat "Sanford beschikte over een goed temperament, goede beroepsvaardigheden en de persoonlijke wens om een productief leven te leiden." Zoals Sanford wilde werd hij door middel van een schip uitgezet naar zijn geboorteland Canada. Kelley had hem verteld: "Gebruik je leven om te bewijzen dat revalidatie werkt Sandford, bewijs mijn gelijk over jou." Hij gooide zijn lichaam en geest in de strijd om het verzoek van de heer Kelley te vervullen, en het enige dat hij had gevraagd te doen voor de beste man die hij ooit had ontmoet, een man die in hem geloofde. In een boek over de gebeurtenissen bedankt Sanford’s zoon Jerry zijn moeder, Sanford’s zus Jessie, hulpofficier van justitie Marry C. Kelley en de Whittier Boys School voor het helpen van zijn vader in diens verwerking van de emotionele en fysieke gruwelen die Gordon Northcott hem had aangedaan.
Clark vocht in de Tweede Wereldoorlog en werkte daarna 28 jaar voor de Canadese post. Hij trouwde en adopteerde samen met zijn vrouw twee zonen. Daarnaast waren ze betrokken bij verschillende organisaties. Sanford Clark overleed in 1991 op de leeftijd van 78. Hij werd in 1993 begraven op de begraafplaats Woodlaw in Saskatoon te Saskatchewan in Canada.

### Christine en Walter Collins

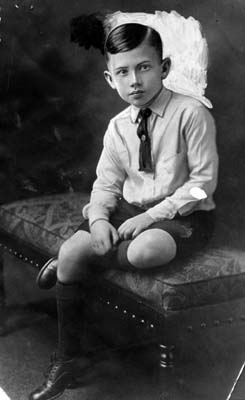
Walter Collins

- Walter James Collins sr. (1 februari 1890 – 18 augustus 1932)
- Christine Ida Dunne Collins (1891 – 8 december 1964)
- Walter James Collins jr.  (23 september 1918 – 1928)

De negenjarige Walter Collins verdween uit zijn huis in Lincoln Heights, Los Angeles op 10 maart 1928. In eerste instantie geloofden Christine Collins en de politie dat vijanden van Walter Collins sr., hun zoon hadden ontvoerd. Walter Collins sr. was veroordeeld voor acht gewapende overvallen en was een gevangene in de Folsom State Prison. De politie doorzocht een nabijgelegen meer in de hoop het lichaam van de jonge Walter te vinden.
Walter Collins' verdwijning kreeg landelijke aandacht en het Departement van Politie te Los Angeles volgde tevergeefs honderden sporen. De politie werd geconfronteerd met negatieve publiciteit en de toenemende publieke druk om de zaak op te lossen. Vijf maanden na Walters vermissing werd een jongen in DeKalb in de staat Illinois gevonden, die beweerde Walter te zijn. Brieven en foto's werden uitgewisseld en uiteindelijk betaalde de moeder van Walter, Christine Collins, voor het overbrengen van de jongen naar Los Angeles. Een publieke hereniging werd georganiseerd door de politie, die hoopte zo de slechte publiciteit te ontkrachten die zij had gekregen als gevolg van haar falen in onder meer deze zaak. Toen ze de jongen zag, beweerde Christine Collins dat het Walter niet was. Ze werd gevraagd door de officier die de zaak leidde, J.J. Jones, om de jongen mee naar huis te nemen om "hem voor een paar weken uit te proberen." Collins stemde daarmee in.
Drie weken later keerde Christine terug naar Jones om te vertellen dat de jongen absoluut niet Walter was. Ook al was ze gewapend met tandheelkundige gegevens die haar bewering bevestigden, Jones liet Collins opnemen in het streekziekenhuis van Los Angeles onder een "Code 12", een term die gebruikt werd voor patiënten die als moeilijk of lastig werden beschouwd. Tijdens de opsluiting van Collins ondervroeg Jones de jongen, die bekende de 12-jarige Arthur Hutchins jr. te zijn. Hij zou zijn weggelopen uit Illinois maar kwam oorspronkelijk uit Iowa. Een zwerver langs de weg dicht bij een café in Illinois had Hutchins verteld dat hij op de vermiste Walter leek, zodat Hutchins op het idee kwam om hem te imiteren. Zijn motief was naar Hollywood te gaan om zijn favoriete acteur Tom Mix te ontmoeten. Collins werd tien dagen na Hutchins' bekentenis uit het ziekenhuis ontslagen en spande vrijwel meteen een rechtszaak aan tegen de Los Angeles Police Department. Dit aspect van de zaak wordt uitgewerkt in de film Changeling (2008), hoewel in de film Hutchins niet bekent totdat mevrouw Collins wordt ontslagen.
Op 13 september 1930 won Christine de rechtszaak tegen Jones, die veroordeeld werd tot het betalen van 10.800 dollar schadeloosstelling, hetgeen hij nooit gedaan heeft.

#### Christine Collins' hoop
Christine Collins had voor het eerst weer goede hoop dat haar zoon Walter misschien nog in leven zou kunnen zijn na haar eerste interview met Gordon Stewart Northcott (in de Riverside County Jail Hospital op 7 december 1927 nadat Canada hem had uitgeleverd). Mevrouw Collins vroeg Northcott of hij haar zoon om het leven had gebracht, en na het beluisteren van zijn herhaalde leugens en bekentenissen concludeerde ze dat Gordon Northcott krankzinnig was. Omdat Northcott niet meer leek te weten of hij Walter überhaupt had ontmoet, laat staan gedood, klampte mevrouw Collins zich vast aan de hoop dat haar zoon nog leefde. In oktober 1930 stuurde Northcott haar een telegram waarin hij vertelde dat hij had gelogen en Walter een van zijn eerste slachtoffers was. Hij beloofde haar om de waarheid te vertellen als ze hem persoonlijk kwam aanhoren. Slechts een paar uur voor de uitvoering van Gordon Northcotts executie, werd Collins de eerste vrouw in meer dan drie decennia met toestemming om een seriemoordenaar te bezoeken op de vooravond van zijn executie in San Quentin. Bij haar aankomst zei Northcott echter: "Ik wil je niet zien, ik weet niets, ik ben onschuldig." Collins was duidelijk kwaad en verontwaardigd door de stemmingswisseling van Northcott maar hield als gevolg van zijn dubbelzinnige antwoorden en gebrek aan herinnering van dergelijke gegevens als Walters kleding en de kleur van zijn ogen toch nog rekening met het feit dat haar zoon nog in leven zou kunnen zijn.

#### De jongen die naar voren kwam en sprak over Walters ontsnapping
Vijf jaar na de executie van Gordon Northcott benaderde een jongen samen met zijn ouders de autoriteiten. Aanvankelijk was gedacht dat deze jongen een slachtoffer was van de moorden in Wineville. In plaats daarvan had Gordon het kind ontvoerd, misbruikt en vervolgens terug gebracht naar Los Angeles County. Dit zou overeenkomen met wat Gordon had gedaan met eerdere slachtoffers. Er werd ook gespeculeerd dat Gordon Northcott maar liefst 20 jongens zou hebben vermoord op Wineville, maar dit werd nooit bevestigd. Sanford Clark had de autoriteiten ook nooit iets verteld over eventuele vluchtpogingen uit de kippenhokken. Uiteindelijk werd aangenomen, op basis van Sanfords getuigenis, dat slechts drie jongens, respectievelijk de gebroeders Winslow en Walter Collins, in het kippenhok werden gehouden en deze allen om het leven waren gebracht.

#### Bewijs op basis van gevonden lichaamsdelen
Tijdens het moordonderzoek doorzocht de politie de drie graven die Sanford Clark had laten zien aan de autoriteiten, en ontdekte "51 delen van de menselijke anatomie.. deze delen van menselijke botten, menselijk haar en bloed, zouden de getuigenissen van de levende getuigen hebben bevestigd." Hoewel het volledige lichaam van Walter Collins nooit werd gevonden, waren het deze lichaamsdelen op basis waarvan autoriteiten en de staat Californië konden concluderen dat Walter Collins was vermoord. Daarnaast speelde Sanford Clarks getuigenis tijdens de veroordeling van Sarah Louise Northcott hier een grote rol in. Hoewel er verscheidene lichaamsdelen waren verzameld bij het graf van Walter, werden ze nooit geïntroduceerd als bewijs in een rechtszaak tegen Gordon Northcott. Een van de redenen hiervoor was dat de staat Californië al genoeg bewijs had om Gordon Northcott te veroordelen voor de moord op de hoofdeloze Mexicaan en de gebroeders Winslow. Bovendien had Gordon Northcotts moeder, Sarah Louise Northcott, al bekend en was zij veroordeeld voor de moord op Walter Collins. Het feit dat het volledige lichaam van Walter Collins nooit werd gevonden, gaf Christine Collins nog steeds genoeg reden om te hopen dat Walter de gruwelen van Northcott had overleefd. Voor de rest van haar leven bleef ze op zoek naar hem. Christine Collins bleef ontkennen dat haar zoon Walter was vermoord en geloofde dat Walter nog steeds in leven kon zijn, ondanks het feit dat de staat Californië er geen twijfel over liet bestaan dat Sarah Louise Northcott, Gordon Northcott en Sanford Clark de gebroeders Winslow en Walter Collins hadden vermoord.

### Arthur J. Hutchins jr.
- Arthur J. Hutchins jr. (1916 – Wineville, 1954)

In 1933 schreef Arthur J. Hutchins jr. over waarom hij de vermiste jongen had geïmiteerd. Hutchins' biologische moeder was gestorven toen hij 9 jaar oud was, en hij had sindsdien samengeleefd met zijn stiefmoeder, Violet Hutchins. Hij deed alsof hij Walter Collins was om zo ver mogelijk van haar weg te komen. Na een periode van een maand die hij op straat had doorgebracht, kwam hij in DeKalb. Toen de politie hem vond, begonnen ze hem te ondervragen. Oorspronkelijk verklaarde Hutchins dat hij nog nooit van Walter gehoord had, maar veranderde zijn verhaal toen hij zag dat de mogelijkheid zich voordeed om naar Californië te gaan.
Eenmaal volwassen verkocht Arthur Hutchins concessies op kermissen. Uiteindelijk keerde hij terug naar Californië waar hij ging werken als paardentrainer en jockey. Hij stierf in 1954 aan trombose, en liet zijn vrouw en jonge dochter Carol  achter. Carol Hutchins verklaarde later over hem: "Mijn vader was zeer avontuurlijk aangelegd. Ik kan me niet voorstellen dat hij dit met kwade bedoelingen zou hebben gedaan."

### Rev Gustav Briegleb
- Dr Gustav A. Briegleb (26 september 1881 – 20 mei 1943)

Briegleb was een presbyteriaanse predikant en radio-evangelist. Hij was de pastoor van St. Paul's Presbyterian Church, Los Angeles. Hij vocht voor de vrijlating van Christine Collins uit het psychiatrisch ziekenhuis nadat ze daar door een onterechte verklaring van officier Jones was opgenomen.

### Lewis en Nelson Winslow
- Lewis Winslow (Pomona, 1916 – Wineville, 1928)
- Nelson Winslow jr. (Pomona, 1918 – Wineville, 1928)

Lewis, 12 jaar, en Nelson, 10 jaar, waren de zonen van de heer en mevrouw Winslow. Ze raakten vermist op 16 mei 1928, vanuit Pomona, Californië. Op 26 mei 1928 verklaarde H. Gordon Moore, een lokale hopman, dat ze waren weggelopen naar Imperial, Californië, om meloenen te plukken. Moore hielp met het zoeken naar de twee jongens. Gordon Northcott werd veroordeeld voor de ontvoering en het doden van de gebroeders Winslow. De vader van de broers, Nelson Winslow sr. leidde een lynch met de bedoeling om Gordon Stewart Northcott na voltooiing van het proces, maar voor veroordeling op te hangen. De politie haalde hem over om de groep op te heffen voordat ze bij Northcott konden komen.

## Media
- "The Big Imposter", een aflevering van de radioserie Dragnet, die werd uitgezonden op 7 juni 1951, stond in het teken van deze gebeurtenissen. Toen de show verplaatst werd naar televisie, werd het radioscript aangepast in een teleplay en uitgezonden op 4 december 1952. De uitzending was vooral gericht op het verhaal van Arthur Hutchins' imitatie van Walter Collins.
- Changeling, een film uit 2008 geschreven door J. Michael Straczynski en geregisseerd door Clint Eastwood, is ook gedeeltelijk gebaseerd op de zaak. De film toont vooral het lot van Christine Collins (gespeeld door Angelina Jolie), de moeder van Walter Collins, en haar zoektocht naar haar echte zoon. De film toont alle belangrijke figuren in de zaak, behalve de moeder van Gordon Northcott en medeplichtige, Sarah Louise Northcott, die werd veroordeeld voor het doden van Walter. In de film is er een verwijzing naar een jongen die naar voren kwam enkele jaren later na de executie van Northcott en beweert te zijn ontsnapt uit de kippenhokken, en suggereert dat Walter Collins ook kan zijn ontsnapt. Er is nooit enig ander bewijs naar voren gebracht dat een dergelijke ontsnapping ooit heeft plaatsgevonden, of dat de jongen die naar voren kwam zelfs ook maar wist van ene Walter Collins, om dit in de film te ondersteunen. Jolie werd genomineerd voor de Academy Award voor beste actrice van deze film.
- "Haunted" (Episode 93) van Criminal Minds is voorzien van een man die een soortgelijke gebeurtenis als de Kippenhokmoorden van Wineville overleefde.